# Joseph Wilhelmi
Joseph Wilhelmi (* 1597 in Ansbach; † 15. Juli 1652 in Hamburg) war ein deutscher  evangelisch-lutherischer Geistlicher und Dichter.

## Leben
Joseph Wilhelmi war ein Sohn des Ansbacher Hofbeamten Elias Wilhelmi, der früh starb. Mit Hilfe eines Stipendiums des Markgrafen Christian konnte Wilhelmi die Fürstenschule im Kloster Heilsbronn besuchen und studieren. Er graduierte als Magister und wurde vor 1631 zum Poeta Laureatus gekrönt. Sein weiteres Leben war stark von den Kriegsereignissen des Dreißigjährigen Kriegs geprägt.
Seine erste Pfarrstelle erhielt er 1624 als Diaconus (2. Pfarrer) an St. Petri und Inspektor der Klöster St. Augustinus und St. Maria Magdalena in Magdeburg. Bei der Eroberung und totalen Verwüstung der Stadt am 10. Maijul. / 20. Mai 1631greg. durch kaiserliche Truppen unter Tilly und Pappenheim wurde er verwundet, konnte aber nach Hamburg fliehen. In Hamburg fand er eine Tätigkeit als Mittwochsprediger an der Hauptkirche Sankt Jacobi.

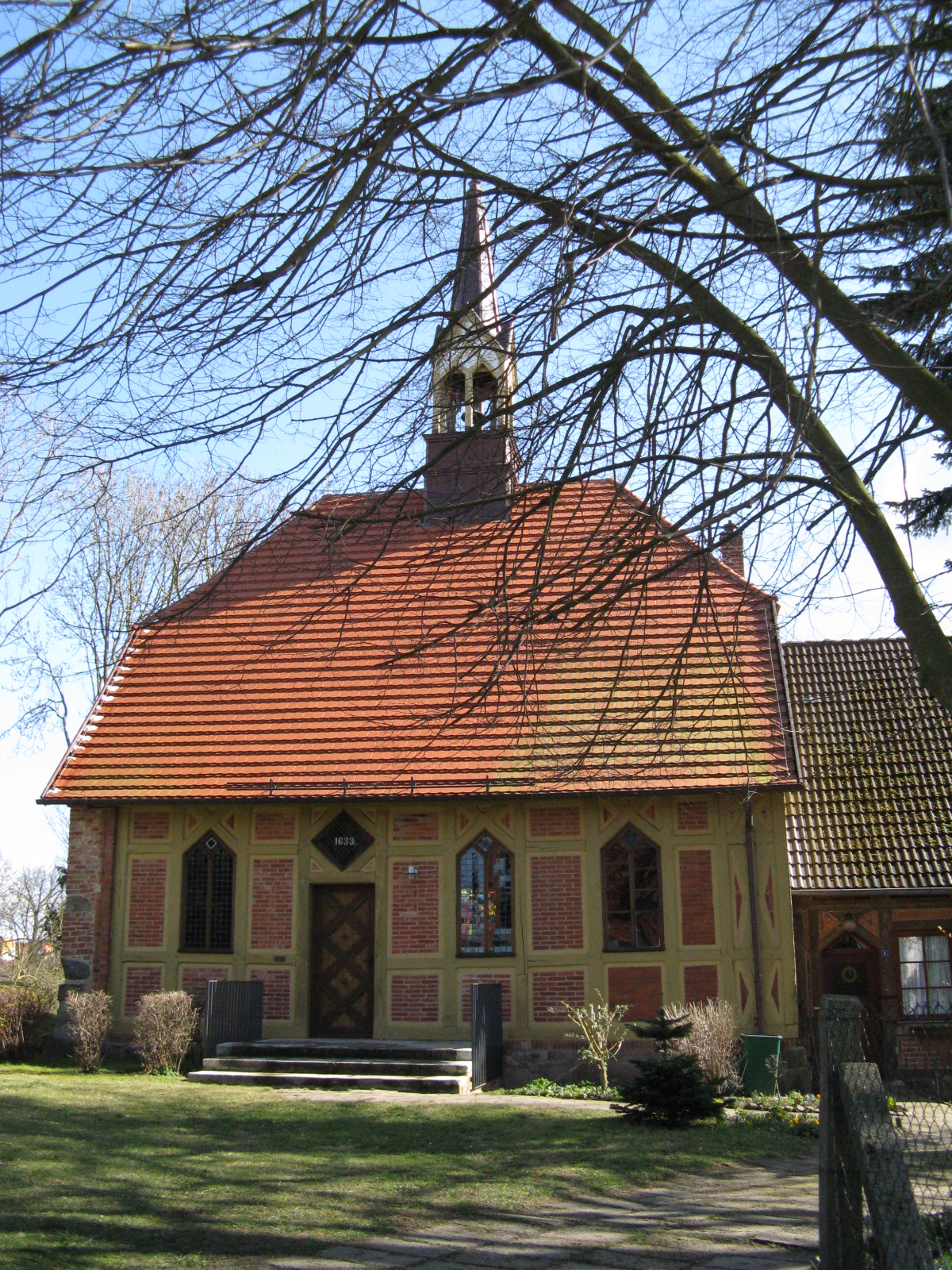
Stiftskirche in Lübz

1634 berief ihn Herzogin Sophia zum ersten Stiftsprediger an dem von ihr 1633 gegründeten Stift für arme Witwen (Sophienstift) in Lübz. Schon 1637 vertrieb ihn der Krieg aufs neue nach Hamburg. Hier vertrat er den Hauptpastor und Senior Severin Schlüter bei dessen Wochenpredigten. 1650 bestellte ihn der Statthalter des Fürstentums Halberstadt, Joachim Friedrich von Blumenthal zum Pfarrer seines damals mecklenburgischen Gutes Stabenau (Stavenow, heute Ortsteil von Karstädt (Prignitz)). Er starb jedoch zwei Jahre später in Hamburg, wohin er aus Krankheitsgründen zurückgekehrt war.
Seit 1624 war er verheiratet mit Magdalena, geb. Küselin, einer Tochter des Organisten an St. Ulrich in Magdeburg Heinrich Küselin.
Wilhelmis Hauptwerk war die 1633 in Hamburg erschienene lateinisch-deutsche Ausgabe der Oratio Rhytmica, einer mittelalterlichen Andachtsdichtung, die zu seiner Zeit als Werk des heiligen Bernhard von Clairvaux angesehen wurde, heute aber Arnulf von Löwen zugeschrieben wird. Sein Text gilt als Vorlage für Dietrich Buxtehudes Vertonung Membra Jesu Nostri. 1648 veröffentlichte er eine deutsche Übertragung der Meditationes sacrae von Johann Gerhard.

## Werke
Neben zahlreichen Personalschriften verfasste er:
- Das Mayestätische ewige Wort/ Das Hertz-Geliebte Jesulein. Hamburg 1632
- D. Bernhardi Oratio rhythmica : ad unum quodlibet membrorum Christi patientis, a cruce pendentis, affixi & confixi ... / Auß dem Latein. in teutsche Sprach versetzet Durch Josephum Wilhelmum ... Magdeburgischen Predigers ... Reims-Red : Andachten und Gebete/ auff sieben unterschiedene/ deß Angstleidenden/ am Stamm deß Creutzes angeheffteten und außgespanten Herrn Jesu Christi. Hamburg: Rebenlein 1633

Digitalisat, Universitätsbibliothek Rostock
- Heptalogus Poenitentialis Davidicus : Das ist/ Die sieben Buß-Psalmen des Prophetischen Königs/ deß Davids'/ nach ihrer Ordnung/ als der 6. 32. 38. 51. 102. 143. Hamburg: Rebenlein 1634

Digitalisat, Universitätsbibliothek Rostock
- Ein und fünfftzig Geistreiche Andachten/ zu Gottseliger Ubung und Erbawung/ im gantzen Christenthumb sehr Nützlich / Nunmehro ... aus den Griechischen/ Lateinischen/ und etzlich Teutschen/ Alten und Newen Kirchen-Lehrern/ von ... Johanne Gerhardo ... in Lateinische Sprache zusammen getragen/ Jetzo in Teutsche Poesin und Verse/ Unterschiedener Arten/ übergesetzet. Hamburg 1648